# Прапор Росії
Державний прапор Російської Федерації — офіційний її державний символ, нарівні з Гербом та Гімном. Являє собою прямокутне полотнище з трьох рівновеликих горизонтальних смуг: білої, синьої та червоної. Відношення ширини прапора до його довжини 2:3.

## Історія

### Перший російський прапор
До XVII століття Московське царство не мало єдиного державного прапора. Історію його виникнення можна простежити з часів царя Олексія Михайловича Романова, коли, в 1668 році, було спущено на воду перший російський військовий корабель «Орел».

Герб Москви

Голландський інженер Давид Бутлер, що керував будівництвом корабля, звернувся до Боярської думи з проханням «… випросити у Його Царської Величності наказ: який, як у тому є звичай в інших держав, підняти на кораблі прапор». Палацовий наказ на це прохання відповів, що в практиці такого не траплялося, а Збройна палата «будує стяги, хоругви та прапори для військових частин і воєвод, а як бути з корабельним прапором, Цар наказав запитати його, Бутлера, який є на те звичай в його країні»(рос.).
Прапор Нідерландів з 1630 року являв собою полотнище, що складається з трьох горизонтальних смуг рівної ширини: червоної (верхня), білої (середня) і синій (нижня), про що Бутлер і доповів царю. Відомо, що доповідь Бутлера мала результат: «Розпис, що ще треба до корабельного будові, окрім того, що нині куплено за морем»(рос.) свідчить, що для прапорів була закуплена «кіндяк-червона», біла та синя матерія.
Слід зазначити, що трисмугові корабельні прапори таких кольорів були відомі у Московському царстві і раніше. Ще в 1634 у до двору царя Михайла Федоровича прибуло посольство голштинського герцога Фрідріха III з проханням про дозвіл підданим останнього проїжджати через територію Московського царства до Персії у торгових справах. Для здійснення перевезень голштинців було досягнуто домовленості про будівництво на Волзі десяти кораблів. За допомогою найнятих російських теслярів до червня 1636 року перший корабель, названий на честь герцога «Фредеріком», було спущено на воду; решта кораблів так і не були побудовані. Прапор Шлезвіг-Гольштейну, під яким ходив «Фредерік», також являв собою синьо-біло-червоне полотнище з порядком кольорів, протилежним нідерландському. Поза сумнівом, факт існування на Волзько-Камській системі корабля з таким прапором міг вплинути на вибір Олексія Михайловича.
Можливо, що на вибір Олексієм Михайловичем білого, синього і червоного як російських національних кольорів вплинуло і та обставина, що вони повторюють забарвлення московського герба: «У червоному щиті Святий Великомученик і Змієборець Георгій, у срібному озброєнні і блакитній мантії, на срібному […] коні, що вражає […] дракона»(рос.).
Хай там як, прапор саме цих кольорів і був піднятий на «Орлі». Князь Олександр Путятин у статті «Про російський національний прапор»(рос.) пише, що цей прапор фактично і був першим російським національним прапором.
Якщо з кольорами російського прапора ситуація представляється досить ясною, то з приводу його малюнка існують різні думки:
- Автор «Нарисів російської морської історії»(рос.) Ф. Ф. Веселаго вважає, що «з кольорів матерій, що вживаються на прапорі корабля „Орел“, і з того, що при озброєнні його головними розпорядниками були голландці, можна з великою ймовірністю припустити, що тодішній прапор в наслідування голландському складався з трьох горизонтальних смуг: білої, синьою і червоною». Підтвердженням цього є та обставина, що для свого сина, Петра (майбутнього російського імператора Петра I), Олексій Михайлович наказав шити трисмугові біло-синьо-червоні прапори.
- З цими твердженнями не згодний інший відомий історик флоту, П. І. Белавенець. У роботі «Кольори російського державного національного прапора» він посилається на відому гравюру «Взяття фортеці Азов. 1696» голландського художника Адріана Схонебека. Прапори російського флоту на ній мають вигляд полотнищ, розділених хрестом на рівні частини. Слід, однак, відзначити, що взяття Азова відноситься до часів Петра I; до цього ж часу відноситься і перша документальна згадка про біло-синьо-червоний прапор, максимально близький до сучасного прапора Росії.
- Ще одна версія про малюнок першого російського прапора висунута в 2002 році. Відповідно до неї, прапори перших російських кораблів мали лише «проєктний», попередній характер. Було висунуто думку, що з часів Олексія Михайловича до 1720 року як для суден використовувалися прапори різноманітних малюнків, що мали лише напівофіційний характер (оскільки не були закріплені ні в одному з документів). Сумніваючись у достовірності зображених на гравюрі Схонебека «Взяття фортеці Азов. 1696» прапорів (які, своєю чергою, автори дослідження трактують як білі з синім або червоним прямим хрестом), дослідники стверджують, що перший російський прапор на судні був ідентичний голландському, потім використовувався «перевернутий голландський прапор» (тобто синьо-біло-червоний), а перший малюнок біло-синьо-червоного прапора, на їх думку, з'явився лише в 1699 році (що відображено на ескізі Петра I, картинах А. Сторка) та був закріплений лише в 1720 році Морським статутом. Еволюція прапора добре простежується на гравюрах А. Схонебека, що зображують лінійний корабель Петра I «Гото Предестинація» і датованих 1701 роком.

Прапор Росії з єрусалимським хрестом (1693)

У французьких флотських таблицях-визначниках прапорів XIX століття вказано прапор архієпископа Архангельського і Возького - біле полотнище з жовтим єрусалимським хрестом.

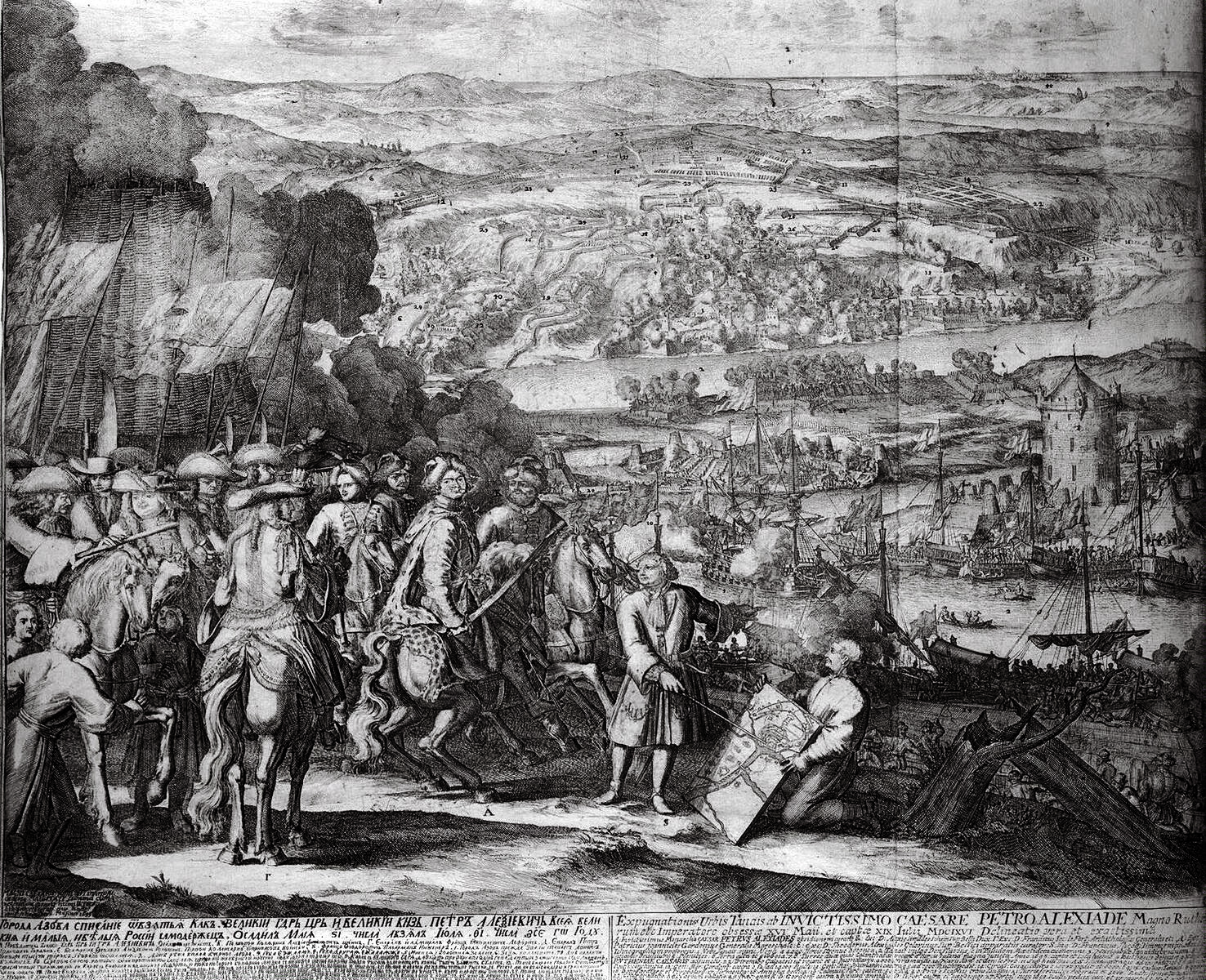
Гравюра А. Схонебека «Взятие крепости Азов. 1696 год»
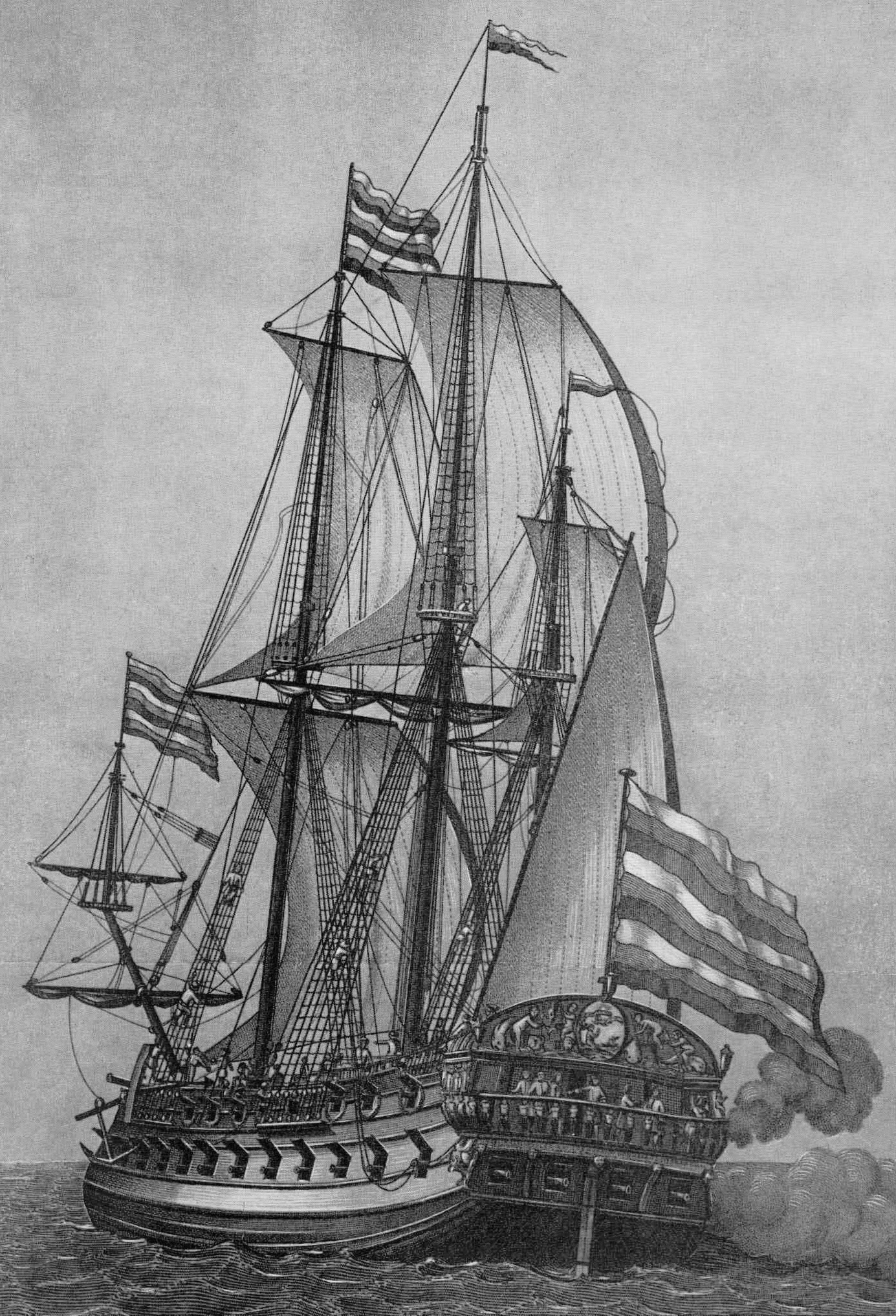
«Гото Предестинація»: потрійний російський триколор
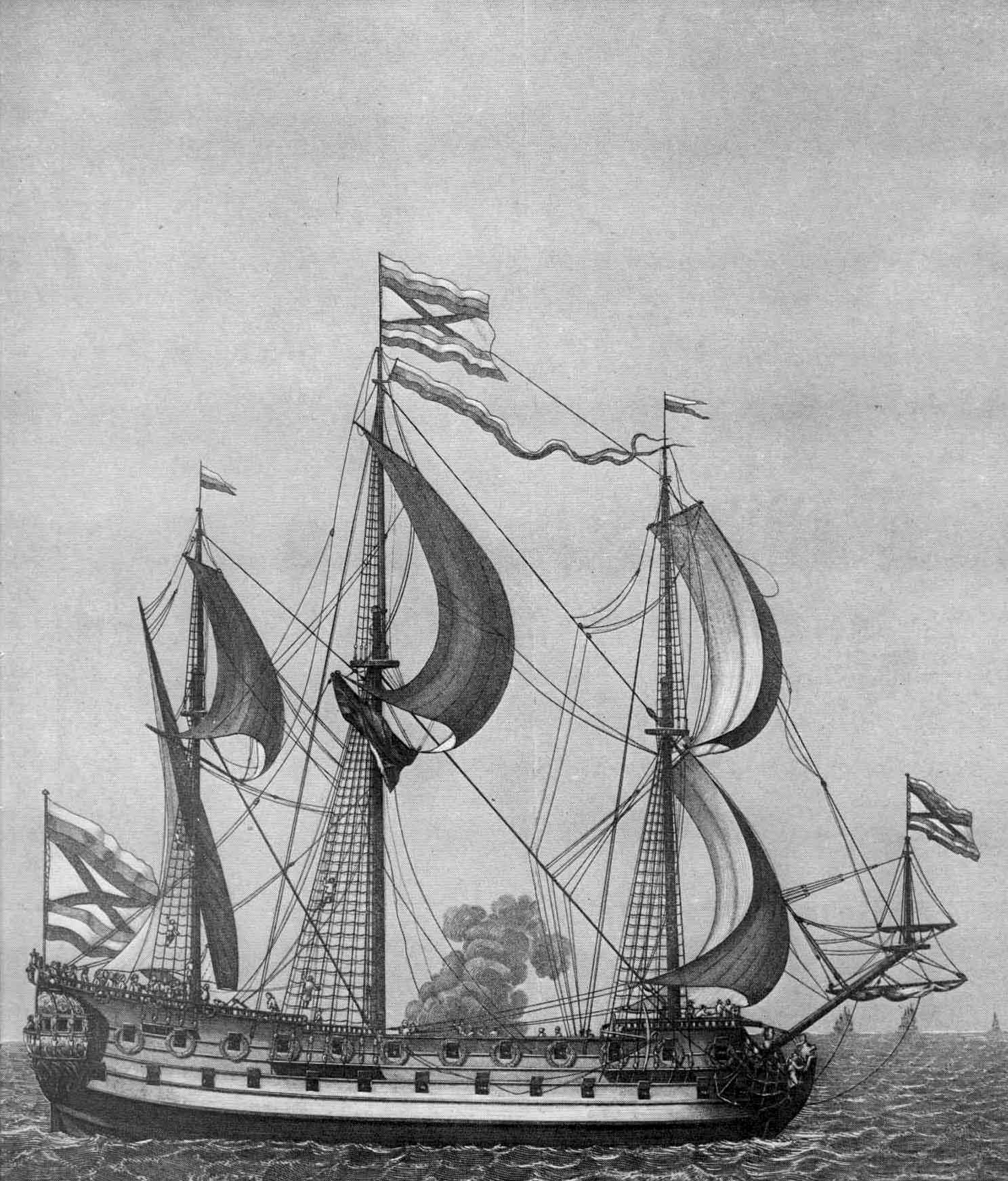
«Гото Предестинація»: комбінація російського триколора, Андріївського прапора та прапора Нідерландів
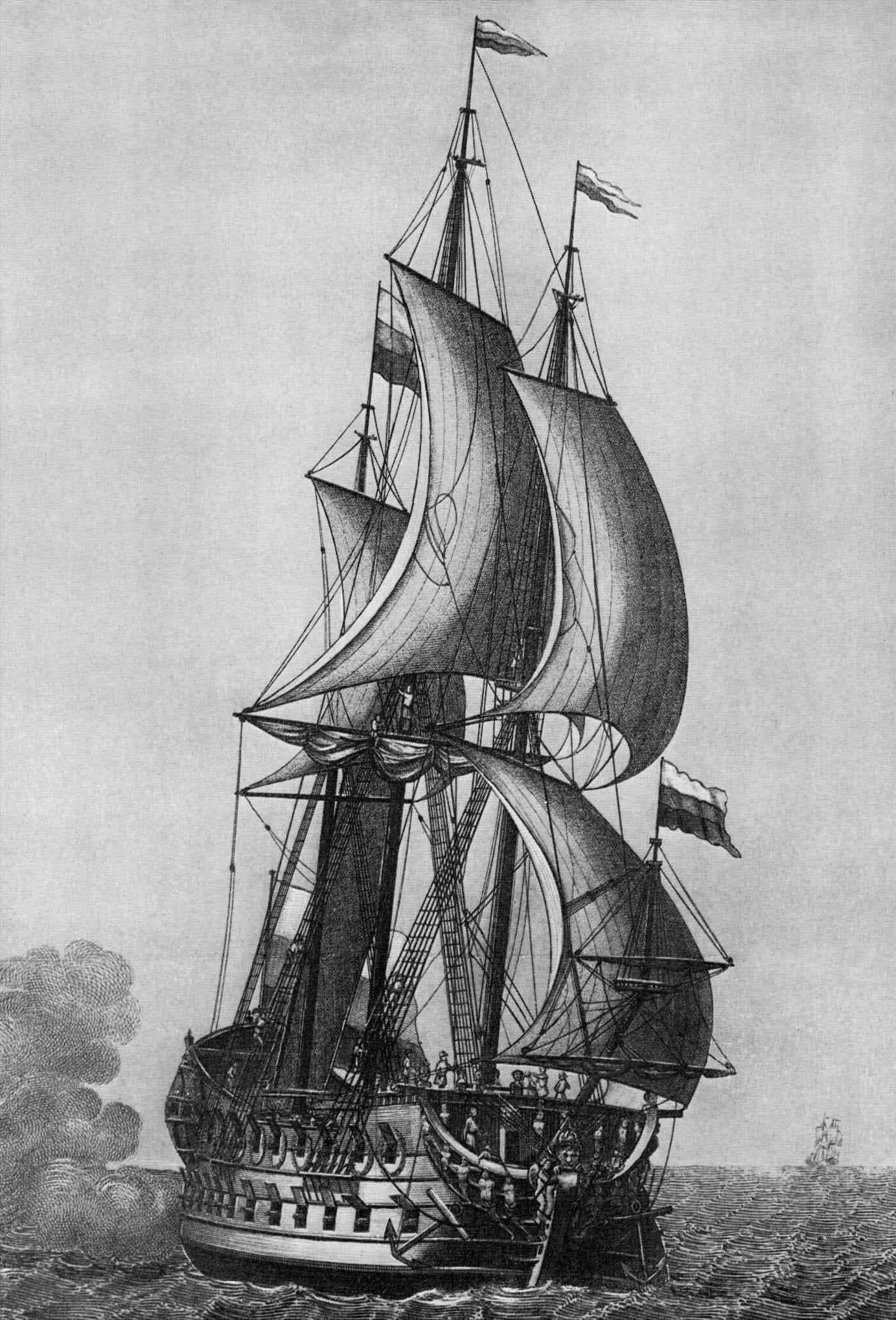
«Гото Предестинація»: російський триколор

### Прапор царя московського

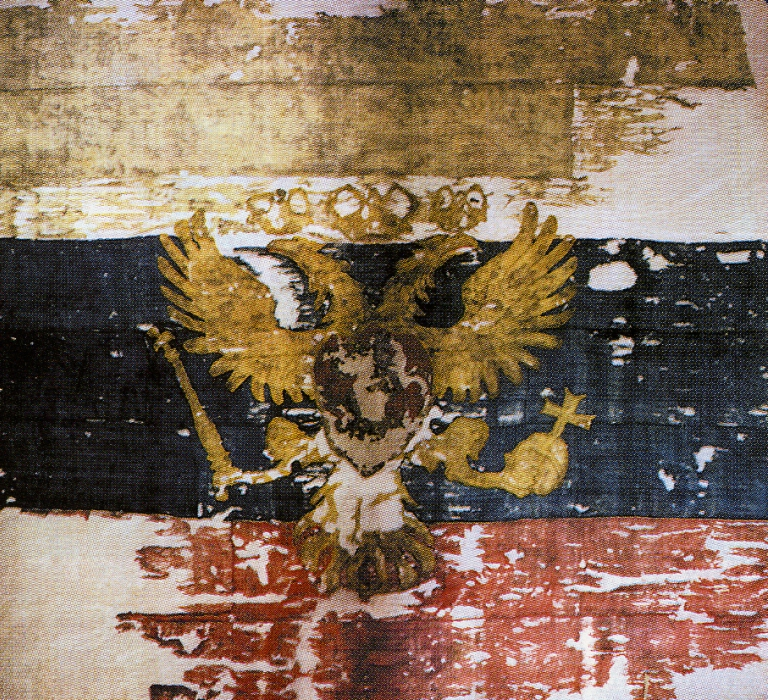
Фото Прапора царя московського, найстарішого з тих, що збереглися.
Центральний військово-морський музей

Прапор царя Московського (1693)

6 серпня 1693 року, під час плавання Петра I на 12-гарматній яхті «Святий Петро» у Білому морі з ескадрою військових кораблів, побудованих в Архангельську, на ній вперше було піднято як штандарт так званий «Прапор царя московського» — полотнище, що складається з трьох горизонтальних смуг білого, синього і червоного кольорів, із золотим двоголовим орлом посередині.
Нестандартні розміри цього прапора (4,6 метра в ширину і лише 4,3 метра в довжину) були підставою для гіпотези дослідника історії походження російського прапора А. А. Усачова, згідно з якою Петро I в 1693 році зробив прапор для своєї яхти із вцілілого прапора з хрестом, зшитого для «Орла», вирізавши відповідний за розміром шматок: прапор «Орла» був занадто великий для яхти. Оригінал цього найдавнішого зі збережених загальноросійських прапорів, що збереглися до наших днів, знаходиться у Центральному військово-морському музеї у Санкт-Петербурзі.

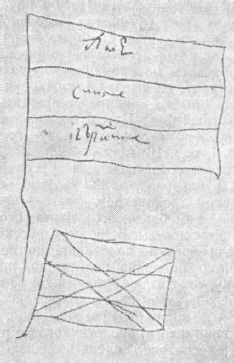
Малюнок прапора з автографом Петра I
З роботи П. І. Белавенця «Коротка записка про старі російські прапори»

Андріївський прапор (з 1712 року)

Прапор, аналогічний сучасному російському прапору, став використовуватися як морський прапор Росії. Враховуючи ту обставину, що у сухопутних військах кожний полк мав свій прапор, єдиний морський прапор, прийнятий Петром, був де-факто державним прапором Росії.
У 1699–1700 роках Петром I вводиться новий штандарт і розробляються нові варіанти військово-морського прапора. У 1699 році, коли корабель «Фортеця» відправився до Константинополя, Петро I в інструкції російському посланцю Омеляну Українцеві намалював трьохсмуговий прапор з перетинаючим його косим хрестом. 20 січня 1705 року Петро I видав указ, згідно з яким «на торгових всяких судах» потрібно піднімати біло-синьо-червоний прапор.
Трьохсмуговий прапор використовувався і на військових кораблях до 1712 року, коли як військово-морського прапора був затверджений Андріївський прапор. Біло-синьо-червоний прапор стає комерційним прапором (тобто прапором цивільних судів).
Однак використання даного прапора не обмежилося тільки торговим флотом. Біло-синьо-червоний прапор використовувався як військово-польової прапор підрозділів російської армії: так, під час битви при Нарві російські полки йшли у бій під біло-синьо-червоним прапором із золотими двоголовими орлами. Крім того, біло-синьо-червоні шарфи — були частиною офіцерської форми у російській армії у 1700–1732 роках.

### Прапор Російської імперії

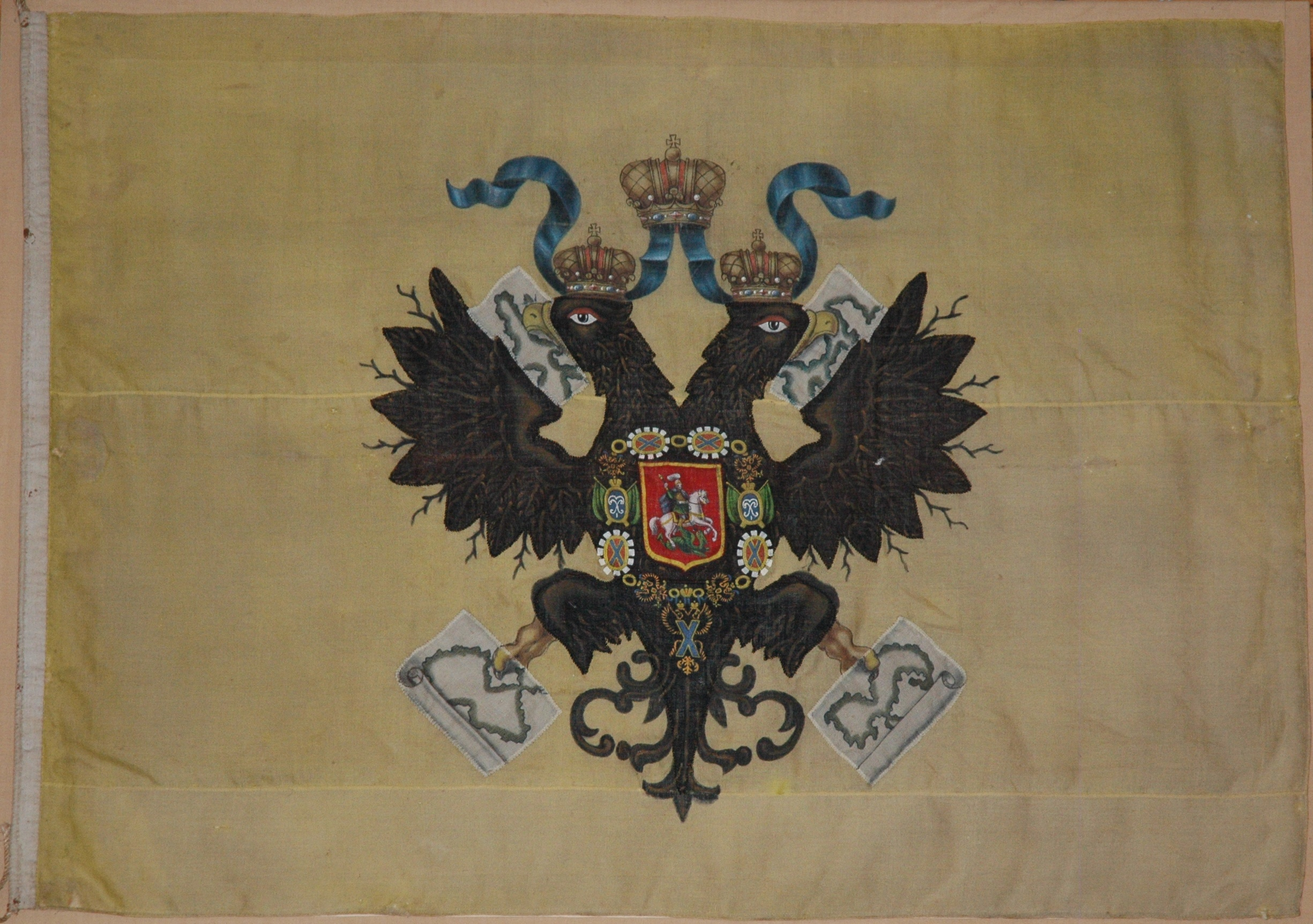
Імператорський судновий штандарт зразка 1858 року
Музей «Імператорський рибальський будиночок» в Лангінкоскі, Фінляндія

Прапор Російської імперії
(1721—1883 — де-факто)
(1883—1917 — де-юре)

Попри те, що Петро I розробив за своє життя величезну кількість прапорів (різні варіанти Андріївського прапора, штандарти царя Московського і Імператора Всеросійського, варіанти гюйс та ін.), Державний прапор Російської імперії ним так і не був встановлений.
Спадкоємці Петра майже півтора століття продовжували цю «традицію»: попри широке використання в побуті російського біло-синьо-червоного триколора, юридично його статус як прапора Російської імперії не був встановлений.
П. І. Белавенець описує розповсюдження як у двох державних прапорів: біло-синьо-червоного російського і чорно-жовтого імператорського штандарт а, вказуючи, що про власне національний прапор «ще не було й мови». Він же відзначає, що, наприклад, при Олександрі I «по занятті Парижа були виставлені прапори біло-синьо-червоні, які всі вважали за національні російської держави».

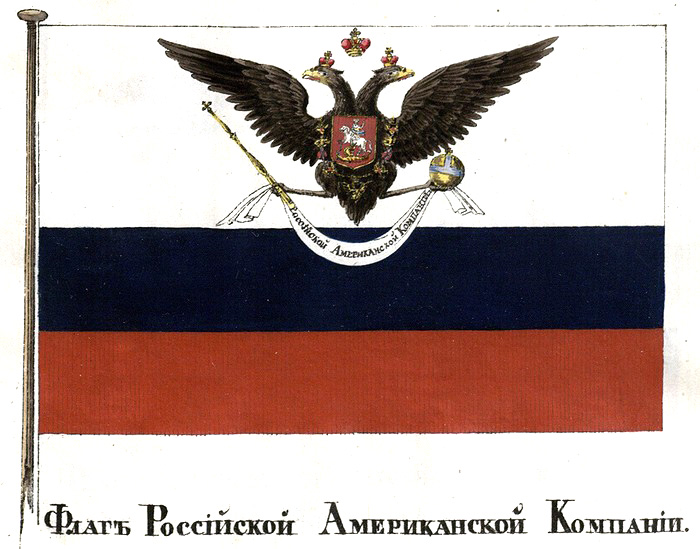
Прапор Російсько-Американської торгової компанії (1806 рік)

Разом з тим, у Російській імперії було створено безліч прапорів, що базуються на петрівському триколорі. Так, в 1806 році з'являється прапор Російсько-Американської компанії, що являв собою полотнище з трьох горизонтальних смуг (білої, синьої та червоної), з чорним двоголовим орлом посередині, білої смуги та написом «Російсько-Американська компанія».
В 1832 році було введено прапор генерального консула Російської імперії: петрівський триколор з Андріївським прапором у кантоні. Це свідчить, що і за Миколи I біло-синьо-червоні кольори не втрачали свого національного значення.

Прапор Австрійської імперії (1804—1867), династичний прапор Габсбургів

В 1858 році за царювання імператора Олександра II голова геральдичної палати Російської імперії барон Кене звернув увагу государя на те, що кольори державного прапора Росії не збігаються з кольорами державного герба (що йшло врозріз з правилами німецької геральдики). Попри те, що насправді кольору російського прапора відповідали кольорам центрального, найдавнішого зображення державного герба імперії, а саме — герба Москви, барону Кене вдалося переконати імператора в необхідності створення нового прапора.

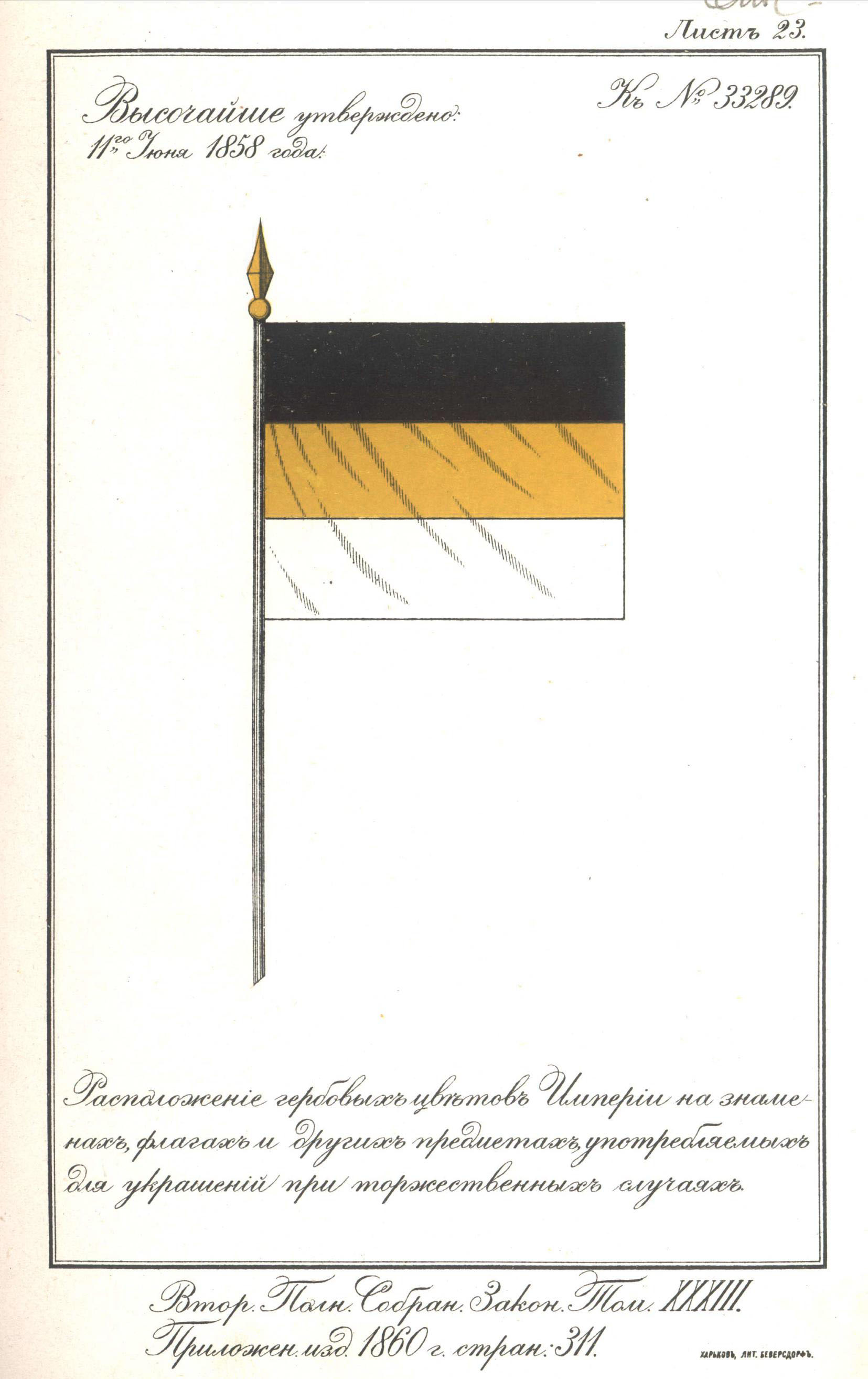
Зображення прапора гербових кольорів Російської імперії у додатку до указу Олександра II від 11 червня 1858 року

У тому ж році була випущена брошура О. П. Язикова «Про російський державний колір»(рос.), де як кольори прапора пропонувалися чорний, жовтий і білий. Саме ця комбінація і була прийнята в 1858 році як державний прапор Російської імперії. Не виключено, що на це рішення вплинуло те обставина, що ще одна імперія того часу — Австрійська — використала подібний прапор, що був чорно-жовте полотнище (кольори Священної Римської імперії німецької нації XV–XIX століть).

Прапор Російської імперії гербових кольорів (1858—1883), та ще й з 1896 прапор династії Романових

Указом Олександра II від 11 червня 1858 року був введений чорно-жовто-білий «малюнок гербових кольорів»: 
Описание Высочайше утверждённого рисунка расположения гербовых цветов Империи на знамёнах, флагах и других предметах, употребляемых для украшений при торжественных случаях. Расположение сих цветов горизонтальное, верхняя полоса чёрная, средняя жёлтая (или золотая), а нижняя белая (или серебряная). Первые полосы соответствуют чёрному государственному орлу в жёлтом поле, и кокарда из сих двух цветов была основана императором Павлом I, между тем как знамёна и другие украшения из сих цветов употреблялись уже во времена царствования императрицы Анны Иоанновны. Нижняя полоса белая или серебряная соответствует кокарде Петра Великого и императрицы Екатерины II; император же Александр I, после взятия Парижа в 1814 году, соединил правильную гербовую кокарду с древней Петра Великого, которая соответствует белому или серебряному всаднику (Св. Георгию) в московском гербе.(рос.)
Указ затверджено Сенатом по доповіді міністр а імператорського двору графа В. Ф. Адлерберга. Таким чином, прапор гербових кольорів став першим офіційно затвердженим державним прапором Росії.
Цікаво відзначити, що прапор був затверджений тільки за усної доповіді. Підписи імператора на малюнку і описі прапора немає. Дослідники відзначали також, що згадка «білої кокарди Петра I» помилкова, оскільки за часів Петра Великого кокарди не існувало. Біла кокарда чи бант («російський польовий знак») з'явилися лише в 1731 році. Чорний бант з жовтими смужками по краях встановив імператор Петро III, Катерина II знову ввела білий бант. В 1796 році Павло I повторно встановив чорно-помаранчеву кокарду; і лише при Олександрі I в 1814 році кокарда стала триколірною.

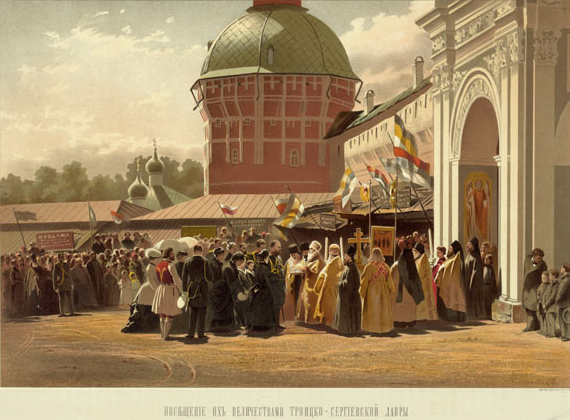
Олександр III під прапорами гербових кольорів Російської імперії в 1883 році

В імперії паралельно існувало два прапори: чорно-жовто-білий — національний «де-юре» і біло-синьо-червоний — національний «де-факто».
Імператор Олександр III, відомий своїми русофільськими настроями, під час коронації в Москві звернув увагу на контраст: Кремль був прикрашений і вся процесія одягнена в чорно-жовто-біле, а в місті переважали біло-синьо-червоні кольори. Була призначена комісія з авторитетних осіб під головуванням генерал-ад'ютанта адмірала К. Н. Посьєта. Комісія винесла наступне рішення: «Біло-синьо-червоний прапор, заснований імператором Петром Великим, має майже 200-річну давнину. У ньому помічаються такі геральдичні дані: московський герб зображує білого вершника у синьому плащі на червоному полі. Підтвердженням цим кольорам служать і прапори у військовому флоті: 1-а лінія позначається червоним, 2-а — синім і 3-я — білим прапором з Андріївським хрестом в крижі. Контр — та віце-адміральські прапори відповідно мають червону і синю смуги, нарешті, гюйс складений з кольорів: білий, синій і червоний. З іншого боку, біло-жовто-чорний кольори ні історичних, ні геральдичних основ за собою не мають»(рос.). На підставі рішення комісії адмірала Посьєт національним прапором був затверджено біло-синьо-червоний. Згідно з іншими даними, міністр внутрішніх справ граф Д. А. Толстой раніше представляв на затвердження цареві два прапори: чорно-жовто-білий, як національний, і біло-синьо-червоний, як торговий. Але імператор наказав використовувати однаковий прапор.
Олександром III було видано «Повеління про прапори для прикраси будівель в урочистих випадках»(рос.), що пропонує використовувати виключно біло-синьо-червоний прапор. Біло-синьо-червоний прапор затверджується імператором Олександром III і «для комерційних суден». Чорно-жовто-білий з цього моменту вважався династичним прапором царського дому Романових.
Останній російський імператор Микола II в 1896 році остаточно закріпив за біло-синьо-червоним прапором статус єдиного державного прапора Російської імперії (не зважаючи на те, що за царювання Миколи II питання про національний прапор Росії неодноразово обговорювалося.

Прапор Російської імперії «для приватного вжитку» (1914—1917)

З початком Першої світової війни у 1914 році для підняття патріотизму населення особливим циркуляром міністерства закордонних справ був введений додатковий імперський прапор «для вживання в приватному побуті». Він відрізнявся від державного прапора імперії жовтим квадратом з чорним двоголовим орлом (композиція, відповідна палацовому штандарту імператора). Орел зображувався без титульних гербів на крилах, квадрат перекривав білу і близько чверті синьої смуги прапора. Однак цей прапор не отримав розповсюдження; всупереч поширеній помилці, він ніколи не був державним прапором Російської імперії. Новий прапор не вводився як обов'язковий, його використання лише «дозволялося». Символіка прапора підкреслювала єднання царя з народом.

Емблема Імператорського військово-повітряного флоту

Біло-синьо-червоний державний прапор проіснував до 1918 року, за морським звичаєм рахуючись також і національним прапором Росії. Чорний, золотий (жовтий) та срібний (білий) кольори зберегли статус гербових кольорів імперії, однак їх перестали використовувати для прикраси будинків. Основою військової символіки, зокрема, армійських кокард були георгіївські кольори: чорний та жовтий (або помаранчевий). Проте, з часу створення Імператорського військово-повітряного флоту (1910 рік) як його розпізнавальний знак була прийнята біло-синьо-червона, а не чорно-помаранчева або чорно-жовто-біла емблема.

### Прапор в період Тимчасового уряду

Прапор Російської республіки

Після Лютневої революції 1917 року імператор Микола II зрікся престолу на користь свого брата, великого князя Михайла Олександровича, який, у свою чергу, передав владу Тимчасовому уряду. 14 вересня 1917 року Росія була проголошена демократичною республікою.
Під час революції широко використовувався червоний прапор, однак Юридична нарада, що відбулася 25 квітня 1917 року, запропонувала залишити як національний біло-синьо-червоний прапор. На проведеному 6 травня 1917 засіданні Тимчасового уряду питання про державний герб та національний прапор був відкладений до «дозволу Установчими зборами». Біло-синьо-червоний прапор продовжував бути державним символом Росії до квітня 1918 року.

### Прапор Радянської Росії
Після Жовтневої революції роль державного прапора в перші місяці радянської влади виконувало прямокутне червоне полотнище, яке не мало жодних написів або емблем. Однак, такий вид державного прапора не був встановлений ніякими нормативними документами (юридично зберігалася і офіційна назва, прийнята Тимчасовим урядом — Российская Республіка, і біло-синьо-червоний прапор).

Перший прапор РСФСР 1918 рік (один з варіантів - з написом у три рядки)

8 квітня 1918 року питання про державний прапор обговорювалося на засіданні Ради Народних Комісарів. У постанові РНК пропонувалося ВЦВК оголосити державним прапором червоне полотнище з буквами «П. В. С. С.»(рос.)(тобто з абревіатурою девізу «Пролетарі усіх країн, єднайтеся !»). Однак цю пропозицію не було прийнято. Декретом Всеросійського Центрального Виконавчого Комітету від 13 квітня 1918 року офіційним прапором РРФСР було проголошено червоний прапор з написом: «Російська Соціалістична Федеративна Радянська Республіка». У тексті декрету не містилося ніяких уточнень щодо кольору, величини і розташування напису, співвідношення ширини і довжини полотнища.
10 липня 1918 V Всеросійський з'їзд Рад затвердив першу Конституцію РСФСР, яка була опублікована 19 липня того ж року. У статті 90 Конституції містився опис: «Торговий, морський та військовий прапор Р. С. Ф. Р. Р. складається з полотнища червоного (багряного) кольору, в лівому кутку якого, коло древка, вгорі, вміщено золоті літери: Р. С. Ф. Р. Р. або напис: Російська Соціалістична Федеративна Радянська Республіка» (Конституція РРФСР 1937 а також підтвердила використання цього прапора як державного).

Прапор СРСР
(13 листопада 1923 — 25 грудня 1991)

30 грудня 1922 року РСФРР об'єдналася з УРСР, БРСР та Закавказькою федерацією в єдину державу — СРСР. Тому прапор СРСР, закріплений Конституцією СРСР 1924 року як червоне або багряне прямокутне полотнище з відношенням ширини до довжини 1:2 «із зображенням на його верхньому кутку біля древка золотих серпа і молота і над ними червоної п'ятипроменевої зірки, обрамленої золотою облямівкою», став головним офіційним прапором країни. Наприклад, міжнародні зносини відносились тільки до відання Радянського Союзу, і дипломатичні представництва країни за кордоном як державну символіку використовували прапор СРСР.
У лютому 1947 року Президія Верховної Ради СРСР прийняла постанову, що рекомендує союзним республікам прийняти нові державні прапори, засновані на прапорі СРСР. У 1954 році було встановлено новий вид прапора РРФСР: червоне прямокутне полотнище зі світло-синьою смугою у древка на всю ширину прапора, яка становить одну восьму довжини прапора. У лівому верхньому куті червоного полотнища зображувалися золоті серп і молот і над ними червона п'ятипроменева зірка, обрамлена золотою облямівкою. Відношення ширини прапора до його довжини — 1:2. Після введення цього прапора указом Президії Верховної Ради РРФСР від 9 січня 1954 року, іншим указом Президії Верховної Ради РРФСР від 23 грудня 1955 року було затверджено «Положення про Державний прапор РРФСР».
Зображення прапора РРФСР було підтверджено пізніше у статті 181 Конституції РРФСР 1978 року. 22 січня 1981 року Указом Президії Верховної Ради РРФСР у Положенні про прапор також було уточнено, що на звороті полотнища зірка, серп та молот не зображуються. Хоча ця вимога не завжди дотримувалися на практиці.

Державні прапори Російської СФРР
(1918 - 1920)
(1920 - 1937)
(1937 - 1954)
(1954 - 1 листопада 1991)
1 листопада - 25 грудня 1991

### Використання російського триколора після 1917 року
Під час Громадянської війни біло-синьо-червоний прапор Росії використовувався Білим рухом, а по її закінченні — емігрантськими організаціями за межами Росії.

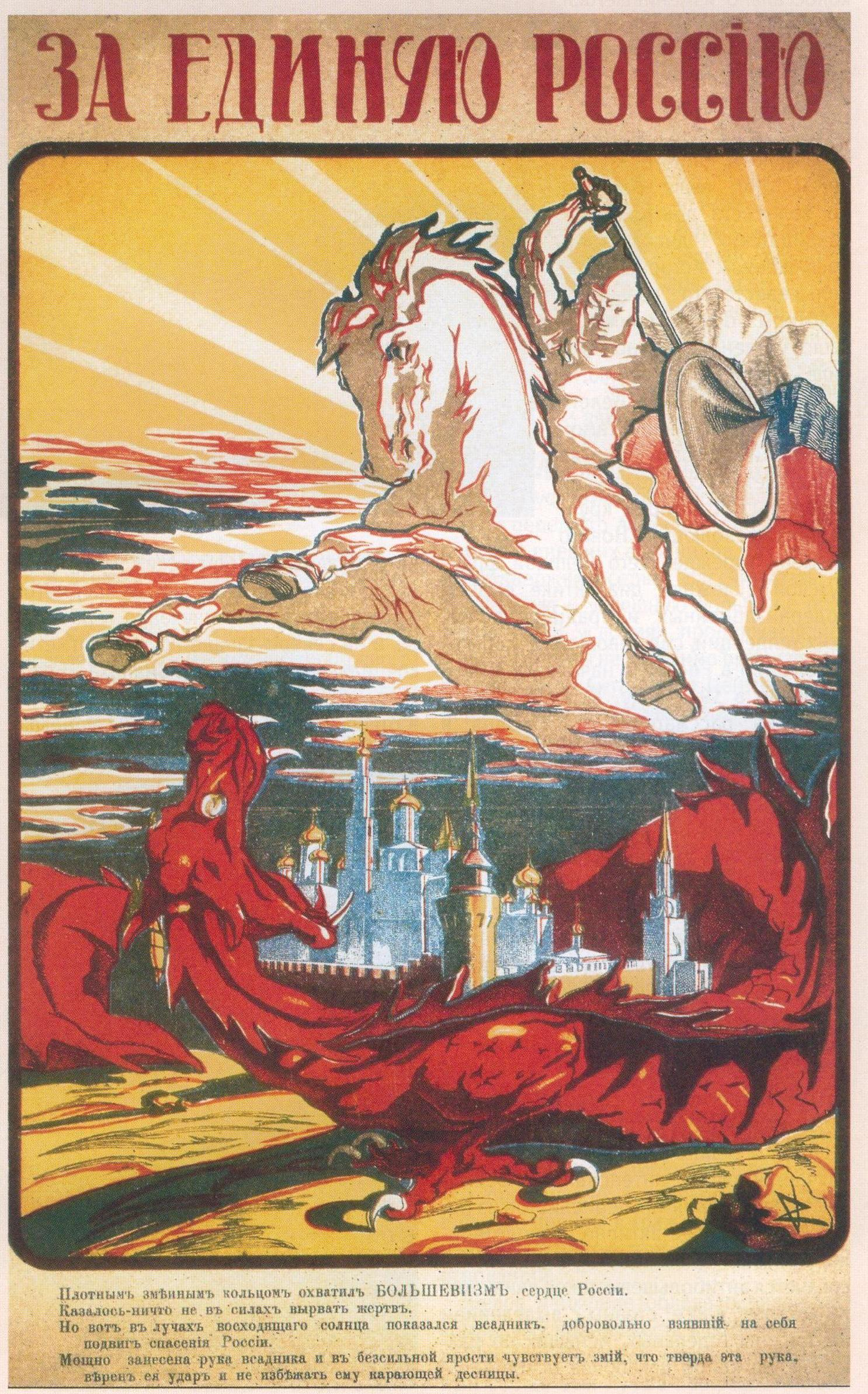
Пропагандистський плакат Білого руху із зображенням біло-синьо-червоного прапора Росії. 1919 рік
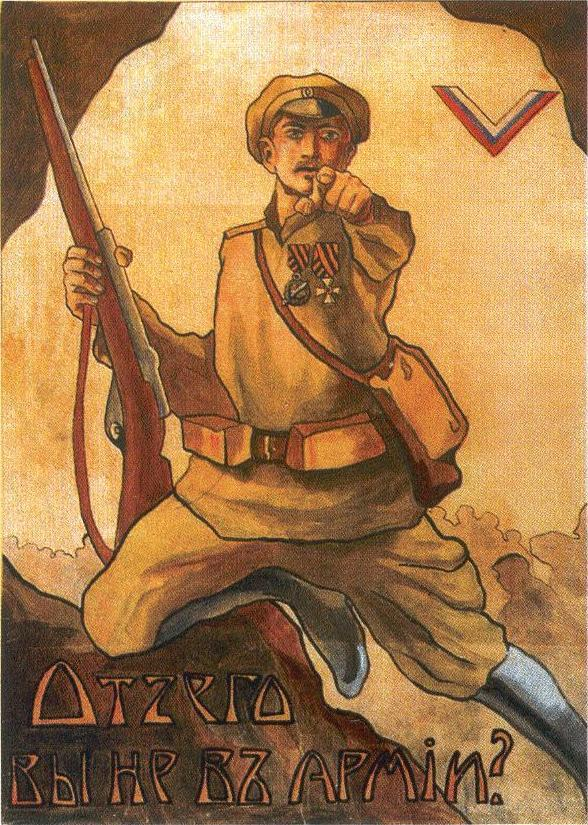
Пропагандистський плакат Білого руху із зображенням шеврона кольорів прапора Росії

Під час Німецько-радянської війни 1941–1945 років історичний прапор Росії, поряд з Андріївським прапором, використовували деякі російські військові формування, які воювали на боці Третього рейху: Російський корпус, РОА, КОНР, Козачий Стан, 1-й Російської Національної Армії (1-я РНА). Символом Власівської Російської визвольної армії був Андріївський прапор, облямований червоною смугою.
При цьому слід зазначити, що використання національної символіки для позначення приналежності військовослужбовців до колабораціоністських формувань було в Третьому рейху загальноприйнятим. Національні прапори практично всіх нині існуючих держав Європи використовувалися німецькою владою при створенні колабораціоністських формувань.

Один з варіантів нарукавного знака Дивізії «Руссланд», 1943 рік
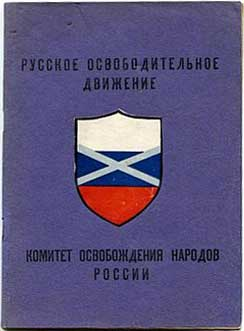
Брошура Комітету визволення народів Росії (КОНР)
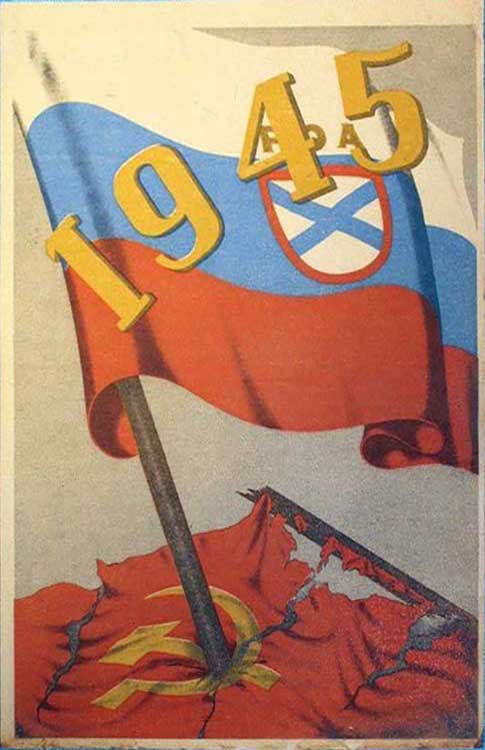
Полковий прапор РОА з новорічного привітання КОНРу, грудень 1944 р.
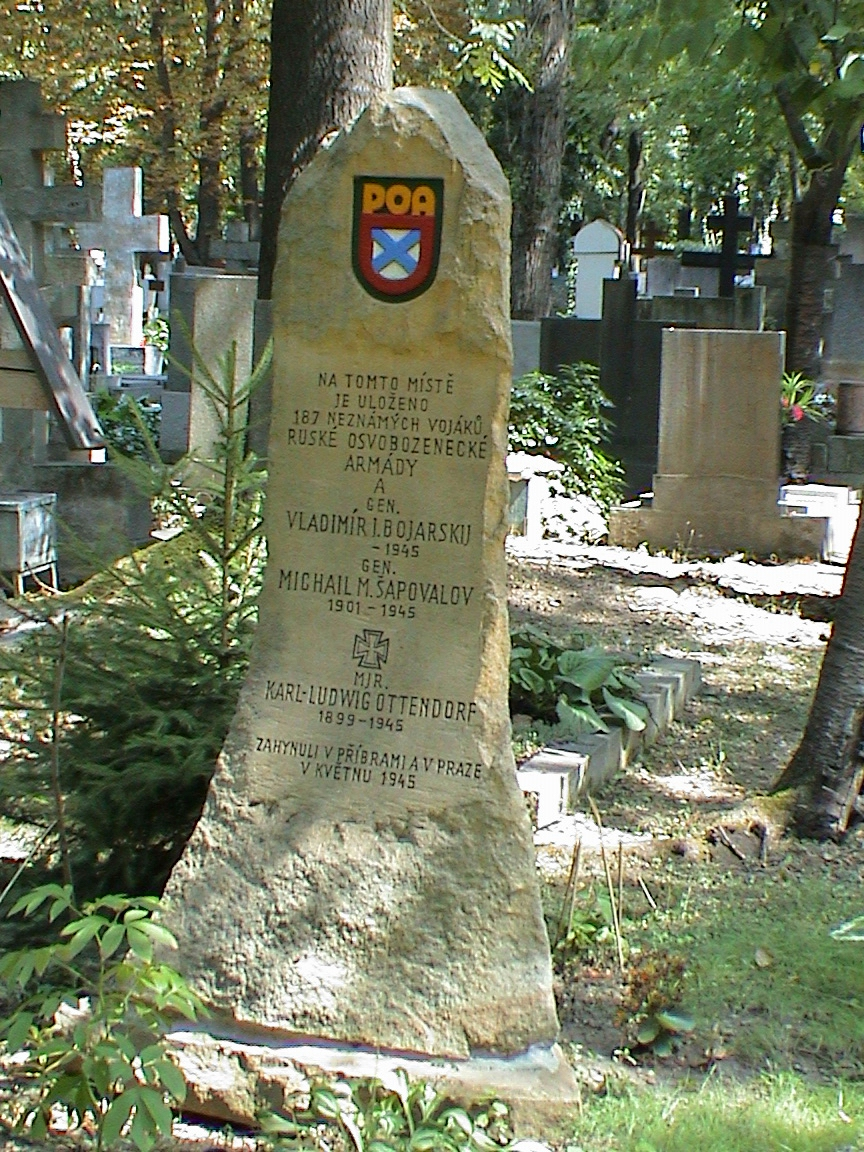
Братська могила солдатів РОА в Празі з емблемою у вигляді Андріївського прапора. 1945
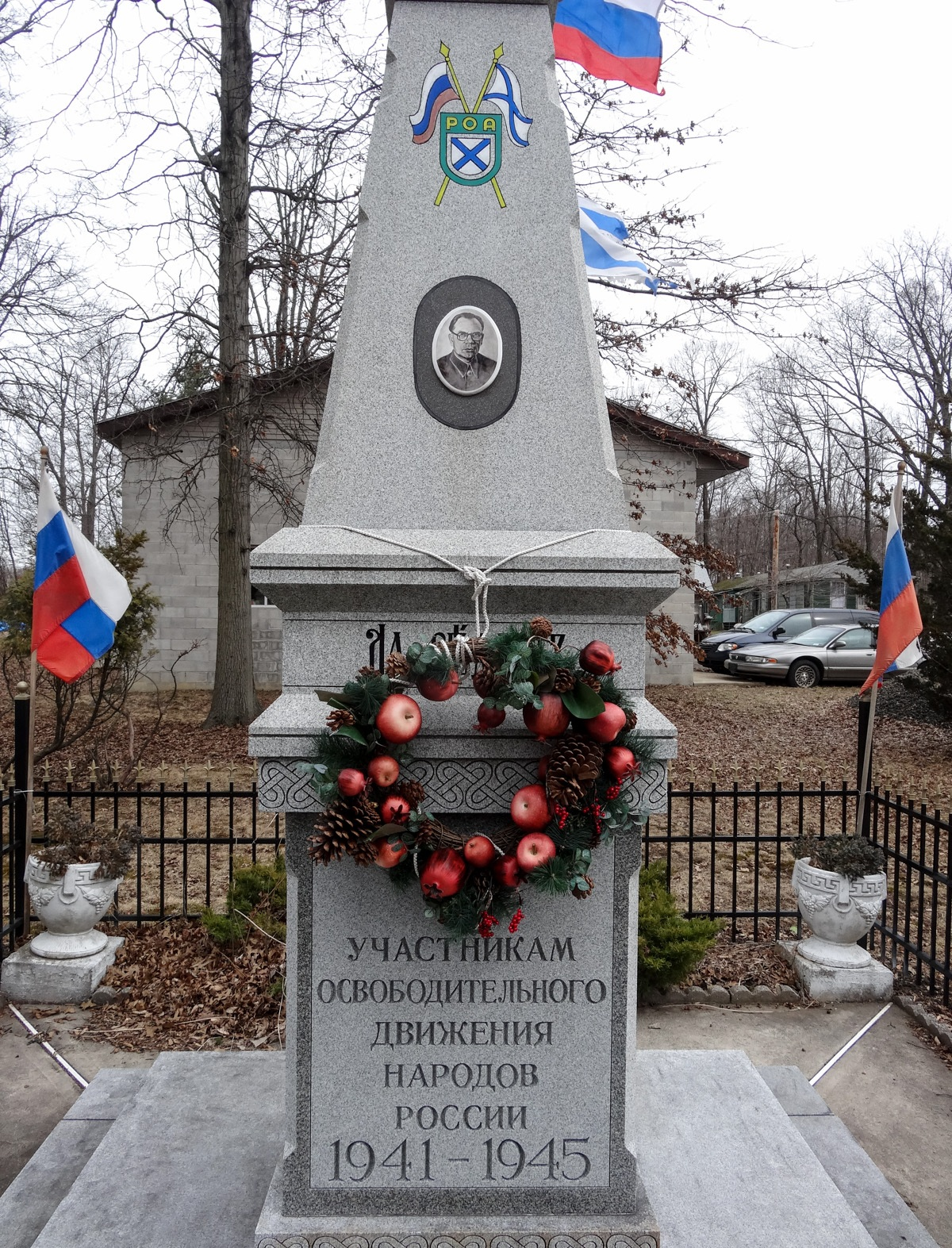
Меморіал Власову і бійцям РОА на кладовищі Новодієвського жіночого російського православного монастиря у Нью-Йорку
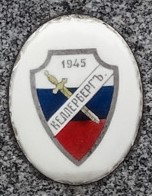
Пам'ятний знак Російського корпусу

В 1964–1967 роках емблема з біло-синьо-червоної стрічки використовувалося як символ підпільної антикомуністичної організації «Всеросійський соціал-християнський союз визволення народу».
В 1987 році біло-синьо-червоний прапор став використовуватися т. зв. патріотичними організаціями (зокрема — товариством «Пам'ять»).
З 1989 року цей прапор був прийнятий в масовому демократичному русі — наприклад, « Демократичним союзом». У пошуках нового символу значна частина монархістів і прихильників консервативних рухів прийняла чорно-золото-білий прапор Олександра II.
Навесні 1989 року Історико-патріотичне об'єднання «Русское Знамя» виступило з ініціативою скасування червоного зі світло-синьою смугою прапора РРФСР і заміни його національним біло-синьо-червоним прапором, почавши широку просвітницьку кампанію в цьому напрямку і організувавши в 1989—1990 роках збір підписів під відповідним зверненням до Верховної Ради РРФСР.

### Прапор Російської Федерації після 1991 року

Прапор Російської Федерації (РРФСР) з 1991 по 1993 роки

Прапор Російської Федерації з 1993 року

Під час «Серпневого путчу» біло-синьо-червоний триколор широко використовувався силами, що протистоять ГКЧП. Постановою Верховної Ради РРФСР від 22 серпня 1991, біло-синьо-червоний прапор історичний Росії був визнаний офіційним національним прапором РРФСР. Пізніше, 1 листопада 1991 р., він був законодавчо прийнятий як державний прапор РРФСР:
Державний прапор РРФСР являє собою прямокутне полотнище з рівновеликими горизонтальними смугами: верхня смуга білого кольору, середня — блакитному кольору і нижня — червоного кольору. Відношення ширини прапора до його довжини — 1:2
 — Ст. 181 Конституції (Основного Закону) РРФСР 1978 року (у редакції від 1 листопада 1991 року)
25 грудня 1991 назву держави «РРФСР» було змінено законом на назву «Російська Федерація (Росія)».
Напередодні ухвалення нової Конституції Російської Федерації 12 грудня 1993 року, 11 грудня 1993 Президент Російської Федерації Б. М. Єльцин підписав Указ № 2126 «Про Державний прапор Російської Федерації», яким було затверджено Положення про Державний прапор Російської Федерації та визнано таким, що втратив чинність, Положення про Державний прапор РРФСР, затверджене Указом Президії Верховної Ради РРФСР від 23 грудня 1955 року. У статті 1 Положення про Державний прапор Російської Федерації він був описаний як «прямокутне полотнище з трьох рівновеликих горизонтальних смуг: верхньої — білого, середньої — синього і нижньої — червоного кольору. Відношення ширини прапора до його довжини — 2:3». Відтінки кольорів не були встановлені.
Опис державного прапора Російської Федерації, що містилися в Положенні 1993 року, було без змін повторене у статті 1 Федерального конституційного закону від 25 грудня 2000 року № 1-ФКЗ «Про Державний прапор Російської Федерації», який набув чинності 27 грудня 2000 року.
1 січня 1999 введений ГОСТ Р 51130-98 «Прапор Державний Російської Федерації. Загальні технічні умови».

### Використання старих прапорів після 1991 року
Прапор СРСР і старий прапор РРФСР зразка 1954 року, з серпом і молотом продовжували використовуватися на вуличних маніфестаціях і мітингах представниками російських комуністичних рухів і після серпневого путчу 1991 року.
Наприклад, 23 лютого 1992 року на мітингу на честь дня збройних сил, що зібрав у центрі Москви, за даними агентства РІА Новини 10 000 людей, його учасники тримали радянські прапори і вимпели. Також радянські прапори, прапор дому Романових та андріївський прапор використовувалися деякими прихильниками Верховної Ради під час подій вересня-жовтня 1993 в Москві.
Під час Першої чеченської війни відомі випадки використання радянського прапора Росії Збройними Силами Росії.
Члени комуністичної партії Російської Федерації (КПРФ) пропонували зробити прапор СРСР або прапор РРФСР державним прапором Російської Федерації. Так, взимку 1997 і навесні 1998 року під час дебатів у Державній думі висловлювалися пропозиції щодо заміни діючого державного прапора.
Стаття 1. Державний прапор Російської Федерації являє собою прямокутне полотнище червоного кольору. У лівому верхньому куті червоного полотнища зображені золоті серп і молот. Відношення ширини прапора до його довжини — 1:2.

Як один з варіантів представники КПРФ запропонували повернення до старого прапора РРФСР:
… Є пропозиції з цих символів — за символами на прапорі. Висловлюється пропозиція замість серпа і молота помістити зірку, як у президентському варіанті. Пропонується відновити вертикальну смугу, як на гербі РРФСР. Мені видається, що це питання другого читання. Якщо буде прийнято за основу, то можна буде ці питання розглядати і провести у нас голосування.

Виступ О. О. Шенкарева (автора законопроєкту про прапор) у ДД
Голова Держдуми Геннадій Селезньов заявив: «Під триколірним прапором воювали власівці — чим обурюються ветерани у своїх численних листах». У 2006 році старий прапор РРФСР використовували антиглобалісти, які прибули на акцію протесту «Контрсамміт» проти проведення саміту G8 у Санкт-Петербурзі, що проводилася на стадіоні ім. Кірова.

### Прапор антивоєнних протестів

Прапор антивоєнних протестів в Росії (березень 2022 р.)

У березні 2022 р., невдовзі після початку військової агресії проти України, координатори російської опозиції прийняли рішення не використовувати прапор Росії у своїх виступах через його очевидну асоціацію з режимом-агресором. Замість нього у різних соціальних мережах було запропоновано використовувати альтернативний прапор, де червоний колір (війни та крові) був замінений на мирний білий.

## Схожі прапори
Не слід плутати прапор Росії з нижчеприведеними прапорами, схожими на нього до ступеня змішування:

Прапор Азанії
Прапор Герцогства Крайна
Прапор автономії Словаччини у складі ЧСР (1938—1939), Першої Словацької Республіки (1939—1945), Словацької республіки у складі ЧСФР (1990—1992).